# Tour dei British and Irish Lions 1959
Il Tour dei British and Irish Lions 1959 è una serie di incontri di rugby disputati nel 1959 dalla selezione di rugby a 15 dei British and Irish Lions che si recano in tournée in Australia e Nuova Zelanda, non disdegnado di giocare due partite in Canada sulla strada del ritorno
I britannici, travolgono gli Australiani ( 2 vittorie su 2) ma si inchinano tre volte agli All Blacks neozelandesi, salvando l'onore con la vittoria nel 4° test.
In totale nei 33 incontri, i Lions cedono 6 partite ai loro avversari (3 alla Nuova Zelanda, 1 a New South Wales, Otago e Canterbury) e ne vincono 27
Capitano era l'irlandese Ronnie Dawson

## Risultati
| Melbourne 23 maggio 1959 | Victoria | 18 – 53 | British Lions XV |  |

| Sydney 30 maggio 1959 | N. Galles del Sud | 18 – 14 | British Lions XV |  |

| Brisbane 2 giugno 1959 | Queensland | 11 – 39 | British Lions XV |  |

| Arbitro: | Bryan O'Callaghan |

|                |           |                                                                   |
| c.p.: Donald 2 | Marcatori | mete: O'Reilly, Smith trasf.: Risman c.p.: Hewitt 2 Drop:Scotland |

| Tamworth 11 gennaio 1959 | NSW Country | 14 – 27 | Isole Britanniche XV |  |

| Arbitro: | Arthur Tierney |

|              |           |                                                                                  |
| c.p.: Donald | Marcatori | mete: Dawson O'Reilly, Price 2, Risman trasf.: Hewitt 2, Scotland c.p.: Scotland |

| Napier 20 gennaio 1959 | Hawke's Bay | 12 – 52 | Isole Britanniche XV |  |

| Gisborne 24 gennaio 1959 | East Coast - Poverty Bay | 14 – 23 | Isole Britanniche XV |  |

| Auckland 27 gennaio 1959 | Auckland | 10 – 15 | Isole Britanniche XV |  |

| Christchurch 1º luglio 1959 | Nuova Zelanda Universitaria | 13 – 25 | Isole Britanniche XV |  |

| Dunedin 4 luglio 1959 | Otago | 26 – 8 | Isole Britanniche XV |  |

| Timauru 8 luglio 1959 | South Canterbury. North Otago - Mid Canterbury | 11 – 21 | Isole Britanniche XV |  |

| Invercagill 11 luglio 1959 | Southland | 6 – 11 | Isole Britanniche XV |  |

| Arbitro: | Allan Fleury |

|                   |           |                                                            |
| c.p.: DB Clarke 6 | Marcatori | mete: Jackson O'Reilly, Price 2 trasf.: Risman c.p.:Hewitt |

| Greymouth 22 luglio 1959 | West Coast Buller | 3 – 58 | Isole Britanniche XV |  |

| Christchurch 25 luglio 1959 | Canterbury | 20 – 14 | Isole Britanniche XV |  |

| Blenheim 29 luglio 1959 | Nelson-Marlborough-Golden Bay-Motueka | 5 – 64 | Isole Britanniche XV |  |

| Wellington (Nuova Zelanda) 1º agosto 1959 | Wellington | 6 – 21 | Isole Britanniche XV |  |

| Wanganui 5 agosto 1959 | Wanganui | 6 – 9 | Isole Britanniche XV |  |

| New Plymouth 8 agosto 1959 | Taranaki | 3 – 25 | Isole Britanniche XV | Rugby Park |

| Palmerston North 11 agosto 1959 | Manawatu-Horowhenua | 6 – 26 | Isole Britanniche XV |  |

| Arbitro: | Cecil Gillies |

|                                              |           |                                         |
| mete: Caulton 2, DB Clarke trasf.: DB Clarke | Marcatori | mete: Young trasf.: Davies c.p.: Davies |

| Taumarunui 19 agosto 1959 | King Country Counties | 5 – 25 | Isole Britanniche XV |  |

| Hamilton 22 agosto 1959 | Waikato | 0 – 14 | Isole Britanniche XV |  |

| Masterton 25 agosto 1959 | Waiparapa Bush | 11 – 37 | Isole Britanniche XV |  |

| Arbitro: | Cecil Gilles |

|                                                                          |           |                                        |
| mete: Caulton 2 Meads, Urbahn trasf.: Clarke 2 c.p.: Clarke Drop: Clarke | Marcatori | mete: Hewitt trasf.: Faull c.p.: Faull |

| Wellington 2 settembre 1959 | Nuova Zelanda Junior | 9 – 29 | Isole Britanniche XV |  |

| Auckland 5 settembre 1959 | New Zealand Māori | 6 – 12 | Isole Britanniche XV | Eden Park |

| Rutorua 9 settembre 1959 | Thames Valley - ay of Plenty | 24 – 26 | Isole Britanniche XV |  |

| Whangarei 12 settembre 1959 | North Auckland | 13 – 35 | Isole Britanniche XV |  |

| Arbitro: | Pat Murphy |

|                |      |                                     |
|                | mt   | 13’ Jackson 44’ O’Reilly 60’ Risman |
| Clarke 9’, 49’ | c.p. |                                     |

| Victoria 26 settembre 1959 | Columbia Britannica | 11 – 16 | British Lions XV |  |

| 29 settembre 1959 | Eastern Canada | 6 – 70 | Isole Britanniche XV |  |